# Cryptanthus leuzingerae
Cryptanthus leuzingerae, é uma espécie de  planta do grupo Cryptanthus. A espécie foi decrita em 1999 por Elton Martinez Carvalho Leme.

## Conservação
A espécie faz parte da Lista Vermelha das espécies ameaçadas do estado do Espírito Santo, no sudeste do Brasil.

## Distribuição
A espécie é endêmica do Brasil e encontrada no estado do Espírito Santo.